# Igrejas Reformadas Livres na África do Sul
As Igrejas Reformadas Livres na África do Sul (IRLAS) - em africâner Vrye Gereformeerde Kerke van Suid-Afrika (VGKSA) - formam uma denominação reformada continental na África do Sul, constituída em 1950, por imigrantes holandeses que fugiram da Segunda Guerra Mundial.

## História
Após a Segunda Guerra Mundial, muitos holandeses, membros das Igrejas Reformadas Liberadas, migraram para diversos países. Em 1950, na África do Sul, foi estabelecida a Igreja Reformada Livre na África do Sul. A partir da plantação de igrejas, a denominação se espalhou pelo país.
Desde 1976, a denominação está em discussão com as Igrejas Reformadas na África do Sul sobre uma possível fusão.
Em 2004, a denominação era formada por 1.354 membros, em 5 igrejas e congregações.
Em janeiro de 2022, a denominação relatou ser formada por 1.888 membros, em 13 igrejas e congregações.

## Doutrina
Diferente de outras denominações reformadas do país, as IRLAS adotam o sistema de governo congregacional. A denominação não permite a ordenação de mulheres. Subscreve o Credo dos Apóstolos, Cânones de Dort, Catecismo de Heidelberg e Credo Niceno.

## Relações Inter-eclesiásticas
A igreja é membro do Conferência Internacional das Igrejas Reformadas e possui relacionamento com as Igrejas Reformadas na África do Sul, Igreja Reformada Holandesa na África (NGKA), Igreja Livre na África Austral, Igrejas Reformadas Liberadas, Igreja Presbiteriana Ortodoxa,  Igrejas Reformadas Canadenses e Americanas e Igrejas Reformadas Livres da Austrália.